# Come una rana d'inverno
Come una rana d'inverno. Conversazioni con tre donne sopravvissute ad Auschwitz: Liliana Segre, Goti Bauer, Giuliana Tedeschi è una raccolta di conversazioni con le tre sunnominate sopravvissute all'Olocausto. Il titolo è una citazione dalla poesia Shemà, posta in epigrafe alle pagine di Se questo è un uomo di Primo Levi. Le loro voci raccontano la condizione concentrazionaria femminile, le persecuzioni subite e lo sterminio perpetrato dai nazisti contro gli Ebrei d'Europa.

## Struttura
Il libro è diviso in tre capitoli, ognuno dei quali raccoglie le memorie di ognuna delle sopravvissute.
Il primo capitolo raccoglie le testimonianze di Liliana Segre, fornite tra il 20 gennaio 2002 e il 10 novembre 2003; il secondo quelle di Goti Bauer fornite tra il 22 giugno 2002 e il 6 novembre 2003; infine quelle di Giuliana Tedeschi, raccolte tra il 9 ottobre 2002 e il 3 novembre 2003. In coda al libro è presente una postfazione dell'autrice. Per la nuova edizione uscita per i tipi di Einaudi nel 2024, che cade nel ventennale del libro, Padoan ha scritto una nuova Introduzione, incentrata sulla ricezione e la fortuna del testo, ormai un classico sull'esperienza concentrazionaria femminile.

## Tema
Nella postfazione, l'autrice mette in evidenza come le memorie e le testimonianze riguardanti l'Olocausto, seppur ingenti, trascurino quasi completamente il ruolo delle donne in quei tragici eventi, nonostante circa il 60/70% delle persone mandate alle camere a gas furono appunto donne e bambini.
(Giuliana Tedeschi)
Le sopravvissute furono detenute nel campo di concentramento femminile di Auschwitz II-Birkenau. I temi trattati riguardano la vita di tutti i giorni delle donne nel campo di concentramento, i mesi prima della deportazione, il ritorno alla vita normale e il percorso di testimonianza.

## Edizioni
- Come una rana d'inverno. Conversazioni con tre donne sopravvissute ad Auschwitz, Presentazione di Furio Colombo, Collana I Lemuri n.889, Milano, Bompiani, 2004, ISBN 978-88-452-0117-2. - Collana Voci di donne. Testimonianze di vita al femminile, Milano, Fabbri Editori, 2005; Collana I Grandi Tascabili. Saggi, Milano-Firenze, 2018, ISBN 978-88-452-9609-3.
- Come una rana d'inverno. Conversazioni con tre donne sopravvissute ad Auschwitz: Liliana Segre, Goti Bauer, Giuliana Tedeschi, nuova Introduzione dell'Autrice, Collana ET Scrittori, Torino, Einaudi, 2024, ISBN 978-88-062-6347-8.